# Megapixel

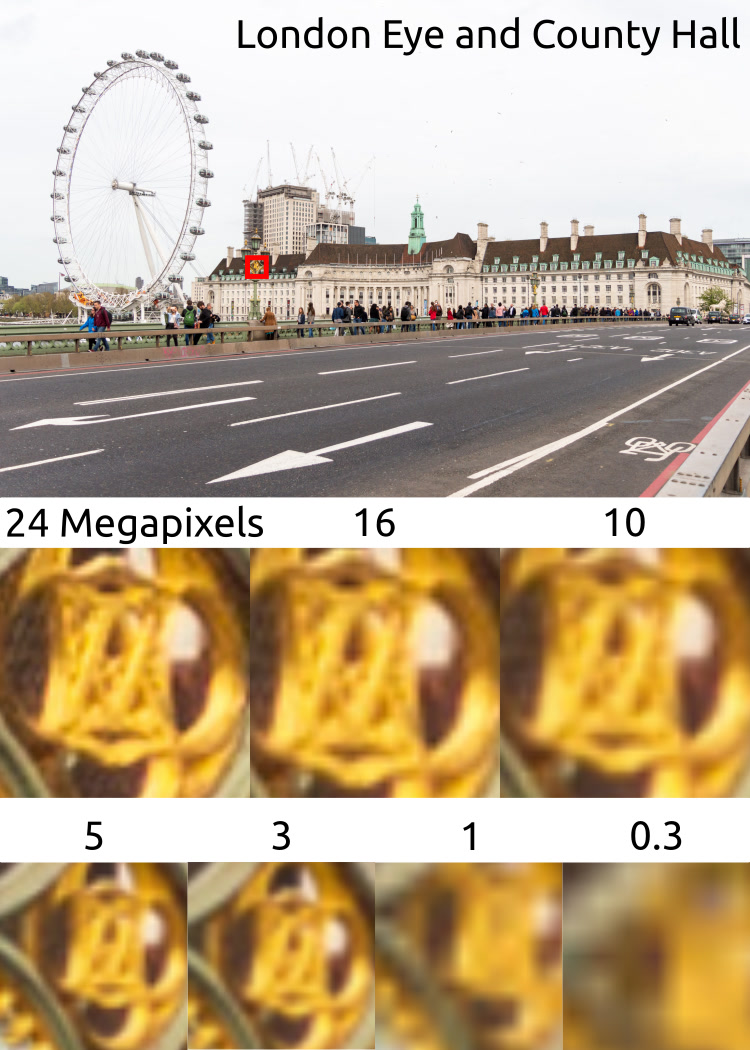
Vergleich der Ausführlichkeit bei verschiedenen Bildauflösungen

Megapixel steht in Anlehnung an das SI-Präfix für eine Million Bildpunkte (Pixel). Es ist die gebräuchliche Einheit zur Angabe der Sensor- und Bildauflösung in der Digitalfotografie (siehe dazu auch Bildauflösungen in der Digitalfotografie). In der Werbung diente diese Zahl lange Zeit als weitgehend einziges Merkmal zur Bewertung einer Digitalkamera.
Eine einheitliche Abkürzung hat sich noch nicht eingebürgert, gebräuchlich sind sowohl „MP“ als auch „Mpx“, „Mpix“ und „MPixel“. Für die Angabe der physikalischen Auflösung des Bildsensors zählen die Kamerahersteller jeden farbigen (Sub-)Pixel einzeln, also jeden roten, blauen oder grünen (Sub-)Sensor eines Sensors. Bei Bildsensoren mit Bayer-Matrix wird dies beispielsweise durch RGB-Farbfilter über den einzelnen Sensorelementen realisiert (Bayer-Sensor). Die Vollfarbinformation wird danach durch das sogenannte Demosaicing errechnet. Es existieren jedoch auch andere Direktbildsensoren wie z. B. Foveon X3. Die Anzahl der Bildsensorpixel einer Kamera ist daher nicht automatisch gleichzusetzen mit der resultierenden Bildauflösung. In der Regel geben die Hersteller bei ihren Kameras neben der Sensorgröße jedoch auch die resultierende Bildgröße oder Auflösung in Megapixel an (dies wird oft mit "effektiver" Pixelanzahl bezeichnet). Höhere Bildauflösungen ermöglichen größerformatige Fotoabzüge, da die Anzahl der Bildpunkte pro Fläche größer, also die Rasterung kleiner ist.
Darüber hinaus besitzen z. B. viele günstige Smartphone- und Kompakt-Kameras keine oder nur stark eingeschränkte Zoom-Optiken mit nur geringem Zoom-Bereich. Trotzdem lassen sich Fotos bei diesen Geräten über den sogenannten Digitalzoom sehr stark zoomen. Dies wird jedoch durch digitale Interpolation mit Algorithmen zur Bildvergrößerung erreicht (siehe Skalierung (Computergrafik)). Für die Bildqualität entscheidend sind die physikalischen Pixel des Bildsensors und die Qualität der verwendeten Optiken und nicht die durch Interpolation künstlich errechneten.

## Problematik
Die nachfolgende Kritik an mehr Pixeln bei gleicher Sensorfläche bezieht sich fast ausschließlich auf einen Vergleich bei unterschiedlichen Ausschnitten bzw. Vergrößerungen des Bildes. Bei identischer Vergrößerung lassen sich die genannten Kritikpunkte nicht aufrechterhalten.
Die meisten Digitalkameras haben sich in den letzten Jahren vornehmlich in zwei Merkmalen verändert. Zum einen hat die Zahl der Bildpunkte auf inzwischen zumeist 24 Megapixel (Stand: 2017; weit über zehn Megapixel, Stand Ende 2008; ca. 14 Megapixel, Stand Ende 2010, ca. 16 Megapixel, Stand 2015) zugenommen; zum anderen wurden die Bildsensoren immer kleiner. So hat sich die Größe der Bildsensoren in den Jahren von 2005 bis 2010 von zirka 60 mm² auf 30 mm² halbiert, während die Gesamtauflösung auf das Vierfache gestiegen ist – die einzelnen Bildpunkte waren damit nur noch ein Achtel so groß wie fünf Jahre zuvor. Da sich jedoch Fehlinformationen in Bezug zur eigentlichen Bildinformation bei einer kleineren Fläche stärker auswirken, kommt es zum sogenannten Bildrauschen. Dies wird insbesondere bei höheren Belichtungsindizies (in Analogie zu den früheren Filmempfindlichkeiten) oder bei dunklen Bildflächen zu einem Problem. Dieses Problem wirkt sich vor allem bei einer 1:1-Ansicht aus, wenn man im Vergleich zu einem Bild einer niedriger auflösenden Kamera deutlich näher in das Bild hineinzoomt. Bei einer gleich großen Ausgabe egalisiert sich das Problem wieder, da sich die Fehlinformation wieder auf mehrere Pixel verteilt. Um dieses Problem aber auch bei großen Ausgabeformaten zu umgehen, verwenden moderne Kameras zunehmend Rauschunterdrückungsverfahren, die versuchen, diese Bildfehler auf Kosten der Bildschärfe beziehungsweise durch Detailverlust zu korrigieren. Sehr kleine Pixelgrößen schränken allerdings die Freiheit bei der Wahl der Blendenzahl ein, wenn man bei Vergrößerung in der 1:1-Ansicht sehr gute Ergebnisse erwartet, außerdem fallen bei zu kleinen Pixeln Störungen durch Beugung des Lichts bei entsprechenden Vergrößerungen eher auf.
Als Vorteil einer hohen Auflösung bleibt aber gerade bei Kameras mit dem üblichen Bayer-Sensor eine geringere Empfindlichkeit für den Moiré-Effekt und die Möglichkeit, auch kleinere Ausschnitte in immer noch ausreichender Auflösung zu erstellen.
Im Gegensatz dazu verwenden digitale Systemkameras überwiegend größere Sensoren (oft APS-C mit zirka 350 mm²), die noch bei einer Auflösung von 37 Megapixeln eine Pixelgröße hätte, die beispielsweise einer heutigen Kompaktkamera mit nur drei Megapixeln entspräche. Rauschen tritt bei diesen Kameras oft nicht so stark auf wie bei Modellen mit kleineren Sensoren. Mit zunehmender Pixelzahl jenseits von 20 Megapixel und unterschiedlichen Ausstattungsvarianten sind pauschale Aussagen hinsichtlich des Rauschverhaltens nicht möglich. Bei gleicher Megapixelzahl sind größere Sensoren kleineren bauartbedingt hinsichtlich des Bildrauschens im Vorteil, allerdings zu Lasten der Schärfentiefe. Bei gleicher Schärfentiefe muss abgeblendet werden, wodurch sich der Lichteinfall verringert und meist die Sensorempfindlichkeit gesteigert werden muss. Damit verbunden ist aber wieder eine Erhöhung von Rauschen. Allerdings ist gerade bei sehr großen Pixelzahlen das Bildrauschen auf Pixelebene im Gesamtbild gar nicht mehr erkennbar, da die Wiedergabemedien, wie zum Beispiel Bildschirme oder Drucke, sowie die menschliche Netzhaut nicht in der Lage sind, so viele einzelne Bildpunkte aufzulösen, so dass entsprechend interpoliert wird, wodurch sich der Bildfehler verteilt.
Große Bildsensoren (meist 1 Zoll Sensoren) werden auch bei einigen wenigen Kompaktkameras der oberen Preisklassen eingesetzt.
Ein Mittelweg ist der sogenannte Micro-Four-Thirds-Standard, bei dem ein Bildsensor mit der Größenbezeichnung 4/3" und einer Fläche von zirka 225 mm² eingesetzt wird. Dieser soll die Herstellung von vergleichsweise kleinen und leichten Kameras, mit dennoch rauscharmen Bildern ermöglichen.

## Videokameras
Ein ähnlicher Trend ist bei Videokameras zu beobachten. Hier steigt zwar die Anzahl der Pixel nur unwesentlich, jedoch werden die Bildsensoren bei nichtprofessionellen Kameras immer weiter verkleinert, um immer größere Zoombereiche aus gleichbleibend kompakten und preisgünstigen Objektiven herauszuholen.